# Ziua reîntoarcerii lor
Ziua reîntoarcerii lor (1973) (titlu original The Day of Their Return) este un roman science fiction scris de Poul Anderson, parte a seriei despre perioada Imperiului Terran a lui Dominic Flandry. La fel ca toate cărțile Istoriei Tehnice a lui Anderson, și acțiunea acesti cărți are în centru conflictul dintre Mersia și Imperiul Terran.

## Intriga
Comisarul Chunderban Desai este trimis să restabilească ordinea pe planeta de frontieră Aeneas. Recalcitranții locuitori ai planetei s-au revoltat, dorind să își obțină independența, iar Terra se teme ca nu cumva Merseienii să creeze o breșă în Imperiu, grăbind începerea Nopții celei Lungi.
Semințele rebeliunii sunt încă active pe Aeneas. Tânărul Ivar Frederikson, prim-Bărbat al Ilionului, îi impresionează pe oameni când încearcă să atace o patrulă pământeană. Atacul eșuează, iar Ivar este obligat să se ascundă; Comisarul Desai încearcă să îl aducă în fața justiției, dar operațiunea este dificilă, deoarece se teme să nu creeze un martir.
În timp ce Ivar se ascunde printre diverse grupuri nomade, în altă parte se petrec lucruri stranii. Aycharaych, un agent Merseian telepat, se pierde pe Aeneas. Un agent Ythrian operează și el pe Aeneas, ia Ivar speră să folosească ajutorul Ythrian pentru a obține independența Aeneizilor. În fine, profetul Jaan pretinde că legendarii Strămoși - cei care au construit ruinele antice de pe Aeneas - vor reveni în curând, eliberând poporul.